# 聯合銀行
聯合銀行（United Commercial Bank）前美國華人社區最大的商業銀行，總部設在加利福尼亞州三藩市，是聯合銀行控股公司（UCBH Holdings）的附屬機構。聯合銀行於1974年成立，原名聯合聯邦儲蓄及貸款協會（United Federal Savings and Loan Association），其後並更名為聯合儲蓄銀行（United Savings Bank）；最後於1998年改名為聯合銀行。

## 分行

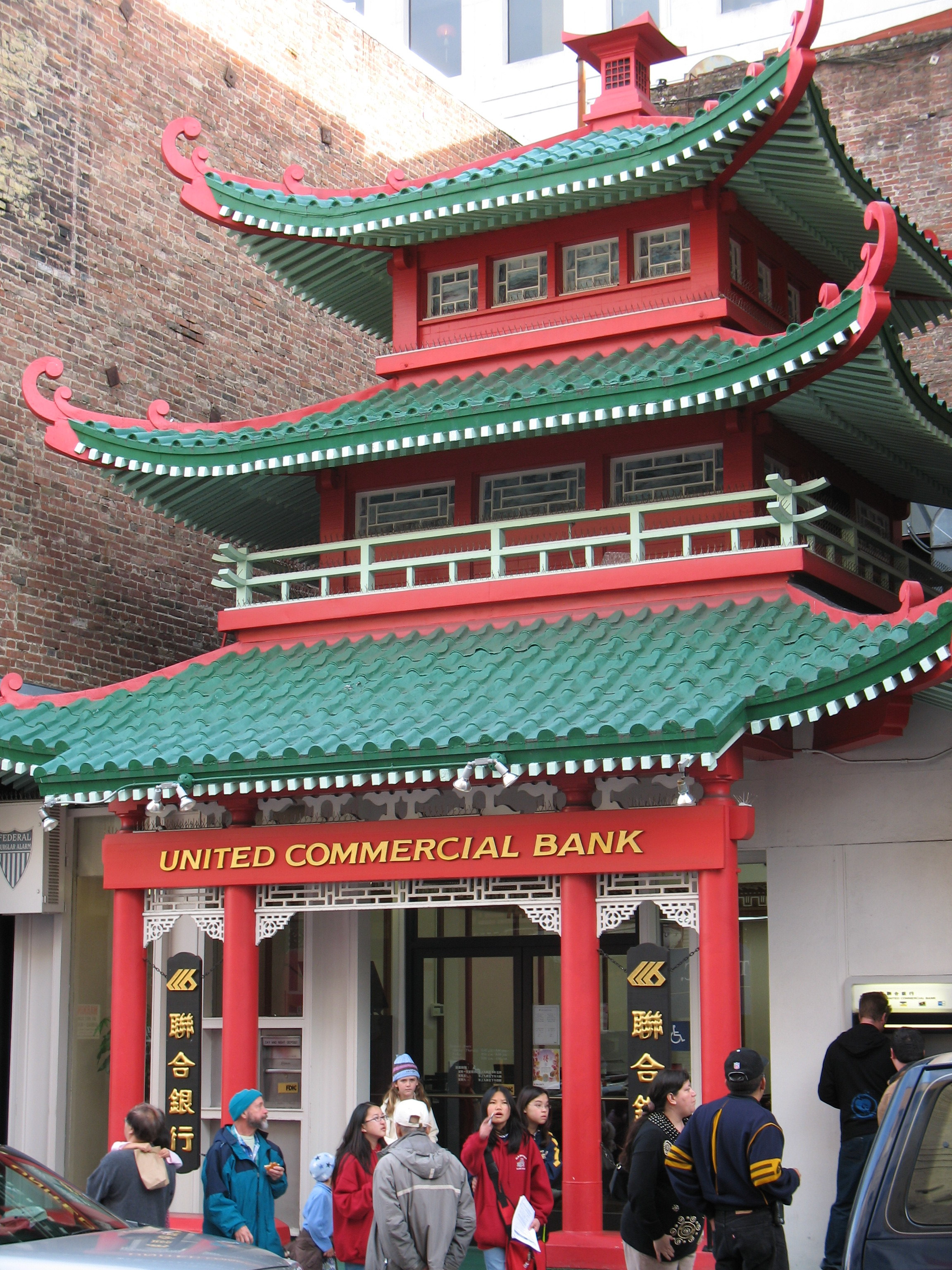
旧金山唐人街的原联合银行支行（现为华美银行支行）

聯合銀行在加州三藩市灣區、沙加緬度、士德頓市、洛杉磯及橙縣等有51間分行，另有9間分行位於紐約、5間分行位於喬治亞州亞特蘭大、3間分行位於麻薩諸塞州波士頓、2間分行位於華盛頓州西雅圖、1間分行位於德州休士頓、1間分行位於香港，並在台北設有代表處。聯合銀行的獨資子公司聯合銀行（中國）有限公司在上海設總部、1間分行位於汕頭，並於北京和廣州設有代表處。

## 倒閉
聯合銀行於2009年11月6日被加州金融管理局（California Department of Financial Institutions）關閉，並由美國聯邦存款保險公司接管，這是2009年第120間美國銀行倒閉。同日聯合銀行的全球業務被華美銀行收購，華美銀行承擔聯合銀行約104億美元資產，包括77億美元貸款與92億美元負債。

## 外部連結
- 《关于联合银行（中国）有限公司有关事项的公告》 [永久]中国银行业监督管理委员会，2009年11月7日